# Richard Bowdler Sharpe

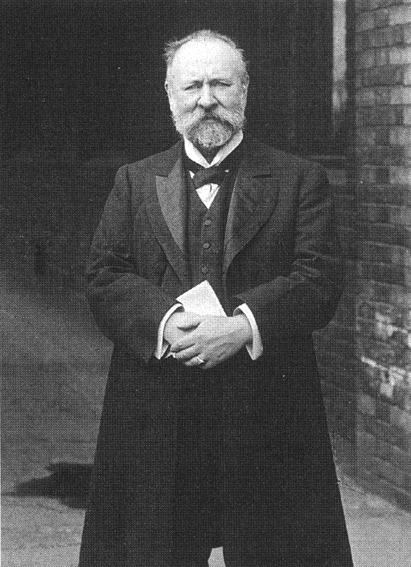
Richard Bowdler Sharpe.

Richard Bowdler Sharpe (22 de Novembro de 1847 - 25 de Dezembro de 1909) foi um zoólogo inglês. 
Sharpe nasceu em Londres e estudou em Brighton, Peterborough e Loughborough. Com 16 anos de idade foi trabalhar para a Smith & Sons em Londres. Em 1864 começou e seu primeiro trabalho ornitológico, uma monografia sobre os guarda-rios (1868-71). 
Em 1867, Sharpe obteve o posto de bibliotecário da Sociedade Zoológica de Londres, recomendado por Osbert Salvin e Philip Sclater. Com a morte de George Robert Gray em 1872, ingressou no Museu Britânico como Ajudante Maior na Secção de Zoologia, encarregando-se da colecção de pássaros. Foi Guardião Auxiliar em 1895. 
Sharpe fundou o Clube dos Ornitólogos Britânicos em 1892 (British Ornithologists' Club) e reviu o boletim que este editava. Escreveu treze, quase a metade dos 27 volumes do Catálogo dos Pássaros no Museu britânico (1874-1898). 

## Publicações
- Catalogue of the Accipitres, or diurnal birds of prey, in the collection of the British Museum. (1874)
- Catalogue of the Striges, or nocturnal birds of prey, in the collection of the British museum. (1875)
- Catalogue of the Passeriformes, or perching birds, in the collection of the British museum. Coliomorphae... (1877)
- Catalogue of the Passeriformes, or perching birds, in the collection of the British museum. Cichlomorphae, pt.I... (1879)
- Catalogue of the Passeriformes, or perching birds, in the collection of the British museum. Cichlomorphae, pt.III-[IV]...  (1881-83)
- Catalogue of the Passeriformes, or perching birds, in the collection of the British museum. Fringilliformes, pt.I... (1885)
- A monograph of the Hirundinidae, (1894)
- A Monograph of The Alcedinidae, or Family of Kingfishers (1868 - 1871)
- Catalogue of the Passeriformes, or perching birds, in the collection of the British museum. Fringilliformes, pt.III... (1888)
- Catalogue of the Passeriformes, or perching birds, in the collection of the British museum. Sturniformes... (1890)
- Catalogue of the Picariae in the collection of the British museum. Coraciae... (1892)
- Catalogue of the Fulicariae... and Alectorides... in the collection of the British museum. (1894)
- Catalogue of the Limicolae in the collection of the British museum. (1896)
- Catalogue of the Plataleae, Herodiones, Steganopodes, Pygopodes, Alcae, and Impennes in the collection of the British museum. (1898)